# Hordijiwka (rejon hajsyński)
Hordijiwka (ukr. Гордіївка) – wieś na Ukrainie, w obwodzie winnickim, w rejonie hajsyńskim, w hromadzie Trościaniec, nad Netiaką. W 2001 roku liczyła 1416 mieszkańców.